# Schloss Loppem

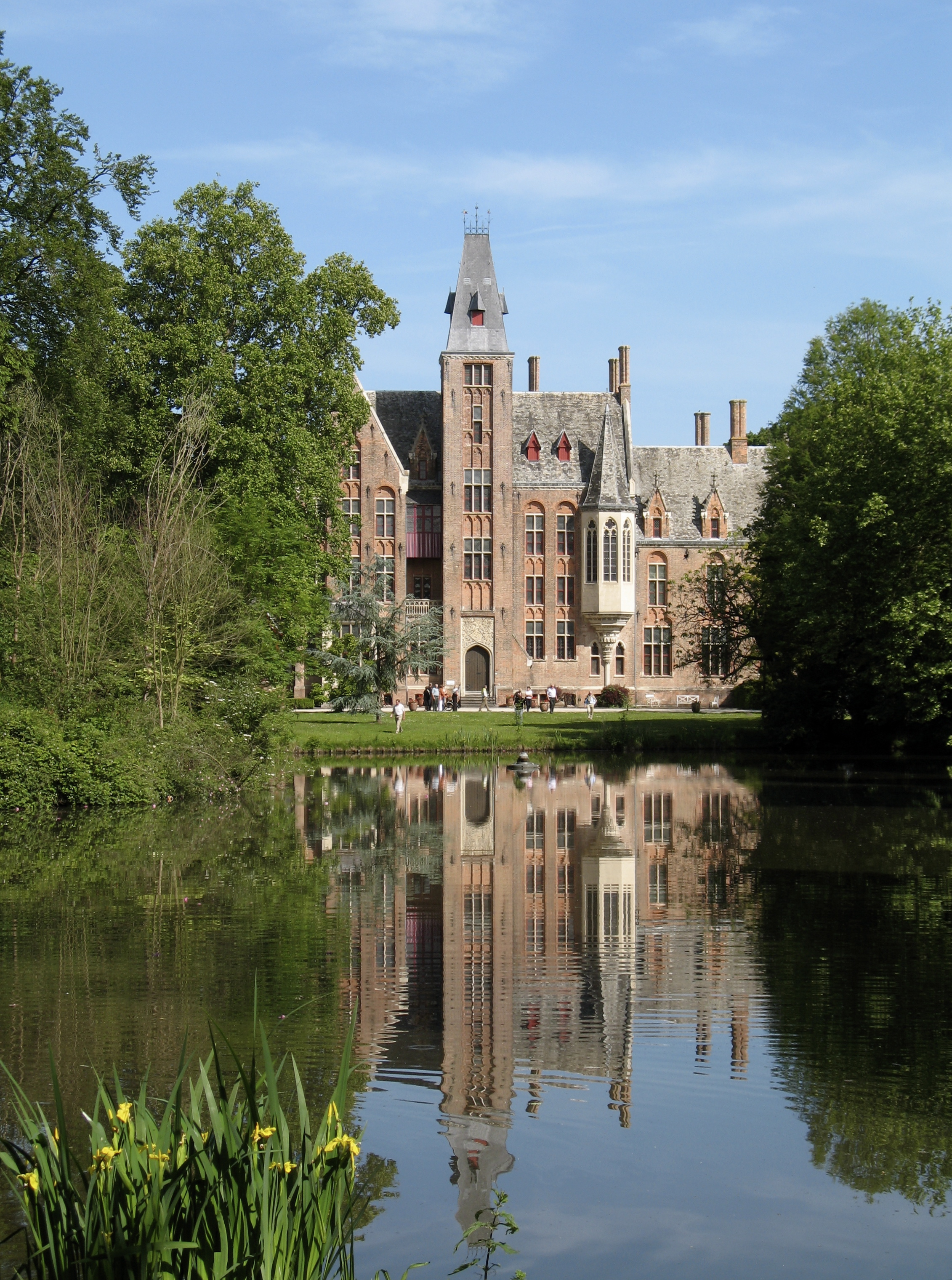
Schloss Loppem

Das Schloss Loppem (franz. Château de Loppem) steht in der gleichnamigen Ortschaft, einem Ortsteil der Gemeinde Zedelgem, in der Provinz Westflandern, die zur Flämischen Region Belgiens gehört.
1856 beauftragten Baron Charles van Caloen (1815–1896) und seine Frau Savina de Gourcy Serainchamps den englischen Architekten Edward Welby Pugin mit der Erstellung eines Plans für das Schloss. In Zusammenarbeit mit dem belgischen Architekten Jean-Baptiste Bethune wurde das Schloss im neu-gotischen Stil von 1859 bis 1862 errichtet. Das Schloss von Loppem weist einen besonders homogenen Stil auf, Architektur und Interieur sind bis heute in ihrem Ursprung erhalten.

## Park
Der Schlosspark von Loppem war ursprünglich im Besitz des Priesters Elias Verdick. 1756 wechselte der Besitz zu Pierre Clément de Potter sen. Um 1800 baute sein Sohn Pieree Clément jun. ein Landhaus und ließ den Park in einen Garten mit chinesischen Anlagen umbauen.
Seine Tochter heiratete Joseph-Bernard van Caloen. Ihr Sohn, Baron Charles van Coloen, ordnete den Bau des Schlosses an. 1873 waren es ihre Söhne Baron Albert (Brügge 7. Juli 1856 – Loppem 3. Dezember 1933) und Ernest van Caloen, die den heutigen Park mit Teichen, Höhlen und einem Labyrinth in einer Größe von 2000 m² anlegten.

## Der Coup von Loppem
Im Oktober 1918, kurz nach Ende des Ersten Weltkrieges, residierte  König Albert I. von Belgien im Schloss Loppem. Am 11. November 1918 traf er Festlegungen zur politischen Zukunft Belgiens. In dem „Coup von Loppem“ entschied der König ohne die bis dahin dominanten Konservativen auf die Änderung des Wahlrechts auf Basis „Ein Mann – eine Stimme“ ab der Volljährigkeit mit 21 Jahren. Gleichzeitig wurde eine Regierung der Einheit auf den Weg gebracht, bestehend aus Sozialisten, Liberalen und Katholiken. Diese schlagartige Neuordnung der politischen Ordnung Belgiens wurde noch jahrelang von konservativen Belgiern kritisiert.
Während der 18-Tage-Kampagne des Zweiten Weltkrieges residierte König Leopold III. von Belgien vom 18. bis 15. Mai 1940 ebenfalls im Schloss Loppem.

## Heute
Schloss und Park sind heute im Besitz der Jean van Caloen Stiftung.

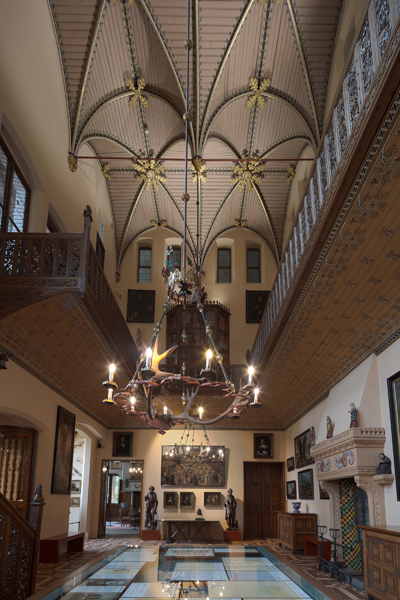
Eingangshalle
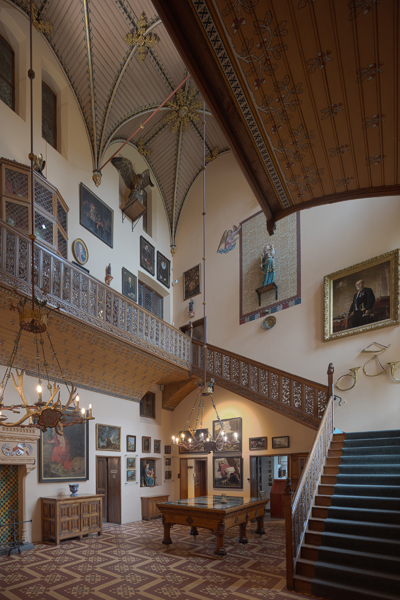
Treppe
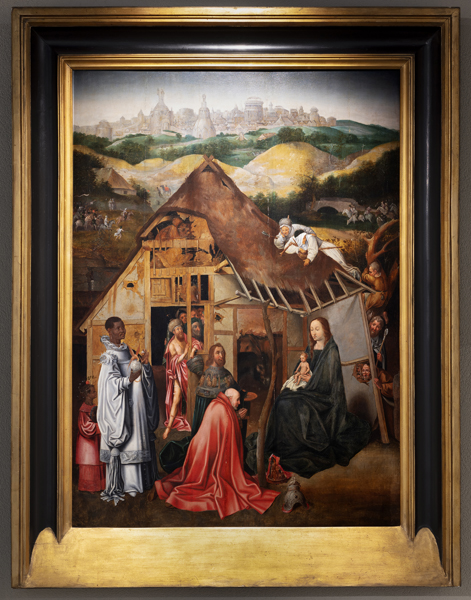
Anbetung der Heiligen Drei Könige (16. J.)
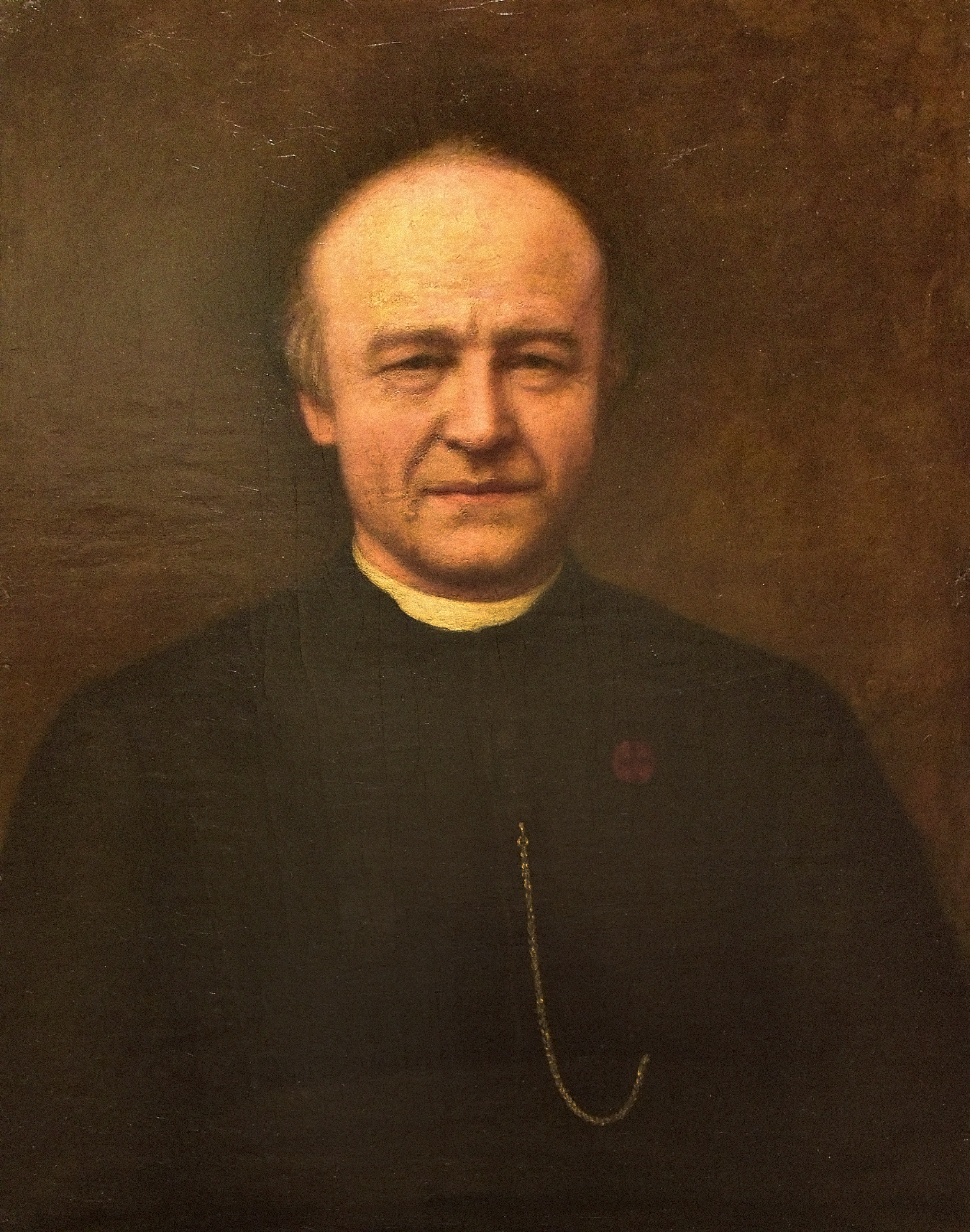
Guido Gezelle von Gustave Léonard de Jonghe
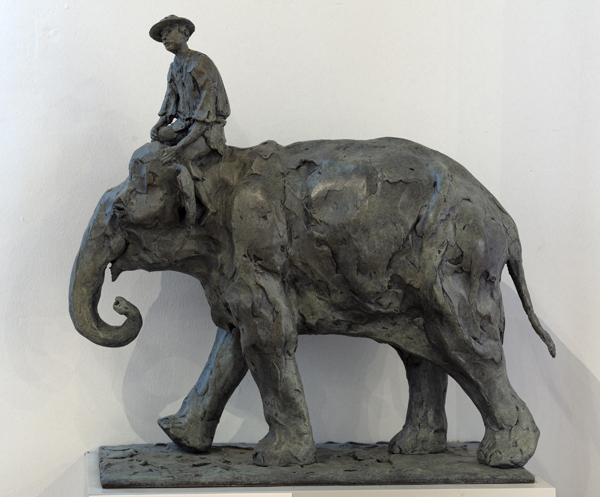
Elefant von Cécile Kruyfhooft